# 龙虾刑警
《龙虾刑警》（英語：Lobster Cop），是一部于2018年上映的警匪动作喜剧电影。由王千源、袁姗姗、刘桦、周游、周云鹏、张锦程领衔主演，2018年6月22日于中国大陆上映。
電影故事為中韓共同合作的文化徵集獎獲獎劇本，韓國版的電影片名為《雞不可失》，於2019年1月23日在韓國上映。

## 演员列表

### 主要演员
| 演员姓名 | 角色名称 | 介绍 |
| 王千源   | 杜宇飞   |      |
| 袁姗姗   | 花姐     |      |
| 刘桦     | 能叔     |      |
| 周游     | 陈笠     |      |
| 周云鹏   | 辉哥     |      |
| 张锦程   | 九爷     |      |

### 其他演员
| 演员姓名 | 角色名称 | 介绍 |
| 沈腾     | 店长     |      |
| 李健仁   | 将军     |      |
| 王铮     | 徐新     |      |